# Karel Reisz
Karel Reisz (Ostrava, 21 juli 1926 – Londen, 25 november 2002) was een Tsjechisch-Britse filmregisseur.
Karel Reisz werd geboren in Tsjecho-Slowakije als kind van Joodse ouders. Hijzelf kon voor de Duitse bezetting met een kindertransport naar Groot-Brittannië vluchten, maar zijn ouders vielen in de handen van Duitse soldaten en kwamen om in Auschwitz. Tijdens de laatste jaren van de Tweede Wereldoorlog diende hij in de Tsjechische eenheid van de Royal Air Force. Reisz studeerde scheikunde in Cambridge en werkte als leraar.
In 1947 richtte Reisz samen met Lindsay Anderson en Gavin Lambert het filmtijdschrift Sequence op, waar hij eerst als auteur en later als uitgever werkte. Reisz werkte bovendien als filmcriticus bij Sigh & Sound en als curator in het pas opgerichte National Film Theatre in Londen. In 1956 richtte Karel Reisz samen met Lindsay Anderson, Tony Richardson en John Schlesinger de beweging van de Britse free cinema op als reactie op de commerciële Amerikaanse film.
Hij draaide eerst twee twee naturalistische documentaires over het alledaagse leven in het Britse arbeidersmilieu, voordat hij internationaal doorbrak met zijn realistisch-documentaristische film Saturday Night and Sunday Morning (1960).
Vanaf 1974 werkte Reisz in de Verenigde Staten, waar hij in samenwerking met de Britse auteur Harold Pinter zijn bekendste film The French Lieutenant's Woman (1981) draaide. In de jaren 90 werkte Reisz vooral als theaterregisseur in Londen, Dublin en Parijs.
Het oeuvre van Karel Reisz omvat amper tien films, maar hij geldt toch als een van de belangrijkste regisseurs uit de Britse filmgeschiedenis.

## Filmografie
- 1955: Momma Don't Allow (documentaire)
- 1958: We Are the Lambeth Boys (documentaire)
- 1960: Saturday Night and Sunday Morning
- 1964: Night Must Fall
- 1966: Morgan: A Suitable Case for Treatment
- 1968: Isadora
- 1974: The Gambler
- 1978: Who'll Stop the Rain
- 1981: The French Lieutenant's Woman
- 1985: Sweet Dreams
- 1990: Everybody Wins